# رسوایی (ترانه)
رسوایی (به انگلیسی: Scandal) ترانه‌ای از کوئین، گروه راک بریتانیایی است. این ترانه چهارمین تک‌آهنگ آلبوم سال ۱۹۸۹ گروه که معجزه نام داشت، بود و در جدول تک‌آهنگ‌های بریتانیا رتبه ۲۵ را از آن خود کرد. این ترانه در آمریکا هم منتشر شد اما وارد نتوانست وارد هیچ‌یک از جدول‌ها شود. ترانه رسوایی توسط برایان می نوازنده گیتار لید گروه نوشته شده‌است، اما به نام گروه کوئین به ثبت رسید. این ترانه در مورد نوجه ناخواسته‌ای است که برایان می و فردی مرکوری خواننده گروه از طرف رسانه‌ها در اواخر دهه ۱۹۸۰ دریافت می‌کنند است که شامل طلاق گرفتن برایان می و ازدواج او با آنیتا دوبسون و به وجود آمدن مشکلاتی در رابطه با سلامتی مرکوری است.